# 5e Pantserdivisie (Verenigde Staten)
De Amerikaanse 5e Pantserdivisie (Engels: 5th Armored Division) was een divisie van het Amerikaanse leger die bestond uit gepantserde voertuigen en gemechaniseerde infanterie van het Amerikaanse leger, die actief was tijdens de Tweede Wereldoorlog.

## Geschiedenis
De 5e Pantserdivisie werd geactiveerd op 10 oktober 1941 en bereikte in februari 1944 het Verenigd Koninkrijk.
De divisie landde op 24 juli 1944 op Utah Beach onder leiding van generaal-majoor Lunsford E. Oliver. Op 2 augustus 1944 trok de divisie naar het zuiden door Coutances, Avranches, Vitré over de rivier de Mayenne voor de inname van Le Mans op 8 augustus 1944. Door daarna naar het noorden te trekken droeg de divisie door op te rukken naar de rand van Argentan op 12 augustus bij aan het sluiten van de Zak van Falaise. Op 16 augustus droeg de 5e Pantserdivisie Argentan over aan de 90e Infanteriedivisie en trok 120 kilometer verder naar Dreux om het front bij de Eure aan te vallen. Zware gevechten volgden in de Eure-Seinecorridor en op 30 augustus trok de divisie door Parijs en daarna door het Bos van Compiègne. Daarna lag de weg naar het noordoosten open. De 5e Pantserdivisie trok over de Oise, Aisne en Somme en bereikte na een paar dagen op 2 september de Belgische grens.
Op 4 september trok de divisie oostwaarts. Ze legden in slechts acht uur 100 mijl af en staken de Maas over in Charleville. Na de bevrijding van Luxemburg werd de stad overgelaten aan de 10e Infanteriedivisie: de 5e Pantserdivisie trok verder richting de Duitse grens. Op de middag van 11 september stuurde de divisie een patrouille-eenheid over de Duitse grens: dit waren de eerste geallieerde troepen op Duits grondgebied. De divisie brak door de Siegfriedlinie in Wallendorf op 14 september. Ze bleven daar tot 20 september om vijandelijke eenheden uit de buurt van Aken weg te trekken.
In oktober vormde de divisie een defensieve positie in het gebied Monschau-Hofen. Eind november betrad de 5e Pantserdivisie het Hürtgenwald en dreven zij in de felomstreden Slag om het Hürtgenwald na weken durende gevechten de vijand terug naar de oevers van de Ruhr. Hierbij leed de divisie aanzienlijke verliezen. De divisie werd op 22 december teruggetrokken naar Verviers en toegevoegd aan de 12e Legergroep.
Op 25 februari 1945 stak de 5e Pantserdivisie de Roer over en vormde ze de voorhoede van het 13e Korps in de veldtocht naar de Rijn. Ze staken op 30 maart bij Wesel de Rijn over en bereikten uiteindelijk op 12 april de oever van de Elbe bij Tangermünde. Ze waren toen nog ongeveer 70 kilometer van Berlijn verwijderd. Op 16 april trok de 5e Pantserdivisie naar Klötze om de in april 1945 opgerichte, maar zonder tanks en brandstof zittende pantserdivisie van Carl von Clausewitz te vernietigen. Ze bleven actief in het gebied van de 9e Leger tot de capitulatie van Duitsland.

## Commandanten[1]
| Rang           | Naam               | Begin          | Eind           | Opmerking |
| -------------- | ------------------ | -------------- | -------------- | --------- |
| Major-general  | Jack W. Heard      | Oktober 1941   | Februari 1943  |           |
| Brigadegeneral | Sereno E. Brett    | 1942           | 1943           |           |
| Major-general  | Lunsford E. Oliver | Maart 1943     | Juni 1945      |           |
| Brigadegeneral | Merrill Ross       | Juni 1945      | September 1945 |           |
| Major-general  | Holmes E Dager     | September 1945 | Ontbinding     |           |

## Organisatie
- Divisie Hoofdkwartier
  - Forward Echelon
  - Rear Echelon
  - Hoofdkwartier Eenheid
- Combat Command A
  - Hoofdkwartier Eenheid, Combat Command A
- Combat Command B
  - Hoofdkwartier Eenheid, Combat Command B
- Combat Command R
  - Hoofdkwartier Eenheid, Reserve Command
- 85t Cavalerie Verkenningseskadron (Mecz)
  - Hoofdkwartier & Diensttroepen
  - "A" Verkenningseenheid
  - "B" Verkenningseenheid
  - "C" Verkenningseenheid
  - "D" Verkenningseenheid
  - "E" Assult Gun Eenheid
  - "F" Lichte Tank Companie
- 22nd Gepantserde Bataljon
  - Hoofdkwartier
  - "A" Genie Troepen
  - "B" Genie Troepen
  - "C" Genie Troepen
- 145th Gepantserde Signaal Eenheid
- 10th Tank Bataljon
  - Hoofdkwartier
  - "A" Medium Tank Companie
  - "B" Medium Tank Companie
  - "C" Medium Tank Companie
  - "D" Lichte Tank Companie
  - Diensttroepen
- 34th Tank Bataljon
  - Hoofdkwartier
  - "A" Medium Tank Companie
  - "B" Medium Tank Companie
  - "C" Medium Tank Companie
  - "D" Lichte Tank Companie
  - Diensttroepen
- 81st Tank Bataljon
  - Hoofdkwartier
  - "A" Medium Tank Companie
  - "B" Medium Tank Companie
  - "C" Medium Tank Companie
  - "D" Lichte Tank Companie
  - Diensttroepen
- 15th Gepantserde Infanterie Bataljon
  - Hoofdkwartier
  - "A" Companie
  - "B" Companie
  - "C" Companie
  - Diensttroepen
- 46th Gepantserde Infanterie Bataljon
  - Hoofdkwartier
  - "A" Companie
  - "B" Companie
  - "C" Companie
  - Diensttroepen
- 47th Gepantserde Infanterie Bataljon
  - Hoofdkwartier
  - "A" Companie
  - "B" Companie
  - "C" Companie
  - Diensttroepen
- 5th Gepantserde Divisie Artillerie
  - Hoofdkwartier, Artillierie Commando
  - 47th Gepantserde Veld Artillerie Bataljon
    - Hoofdkwartier, Batterij, Gepantserde Veld Artillerie Commando
    - "A" Gepantserde Veld Artillerie Batterij
    - "B" Gepantserde Veld Artillerie Batterij
    - "C" Gepantserde Veld Artillerie Batterij
    - Dienstbatterij

  - 71st Gepantserde Veld Artillerie Bataljon
    - Hoofdkwartier, Batterij, Gepantserde Veld Artillerie Commando
    - "A" Gepantserde Veld Artillerie Batterij
    - "B" Gepantserde Veld Artillerie Batterij
    - "C" Gepantserde Veld Artillerie Batterij
    - Dienstbatterij

  - 95th Gepantserde Veld Artillerie Bataljon
    - Hoofdkwartier, Batterij, Gepantserde Veld Artillerie Commando
    - "A" Gepantserde Veld Artillerie Batterij
    - "B" Gepantserde Veld Artillerie Batterij
    - "C" Gepantserde Veld Artillerie Batterij
    - Dienstbatterij
- 5th Gepantserde Divisie Treinen
  - Hoofdkwartier Gepantserde Treinen
  - 127th Munitie Onderhoud Bataljon
    - Hoofdkwartier
    - "A" Onderhoud Companie
    - "B" Onderhoud Companie
    - "C" Onderhoud Companie

  - 75th Gepantserde Medisch Bataljon
    - Hoofdkwartier
    - "A" Medische Companie
    - "B" Medische Companie
    - "C" Medische Companie

  - Militaire Politie
  - 5th Gepantserde Divisie

In totaal sneuvelden 570 soldaten in gevechtshandelingen en raakten er 2.442 gewond waarvan er nog eens 140 overleden aan verwondingen.
Op 11 oktober 1945 werd de eenheid opgeheven.